# Верхнее Вельяминово
Верхнее Вельяминово — деревня в Зарайском районе Московской области, в составе муниципального образования сельское поселение Гололобовское (до 28 февраля 2005 года входила в состав Гололобовского сельского округа).

## География
Верхнее Вельяминово расположено в 4 км на северо-восток от Зарайска, на безымянном ручье, правом притоке реки Осётрик, высота центра деревни над уровнем моря — 188 м.

## Население
| 2002 | 2006 | 2010 |
| ---- | ---- | ---- |
| 4    | →4   | ↘1   |

## История
Верхнее Вельяминово впервые в исторических документах упоминается в XIV веке как Вельяминова, названная по фамилии владельца Тимофея Вельяминова. В 1790 году числилось 8 дворов и 100 жителей, в 1906 году — 14 дворов и 134 жителя. В 1930 году был образован колхоз «Большевик», с 1960 года — совхоз «Большевик».